# Alan Geaam
Alan Geaam, né le 1er janvier 1974 à Monrovia, est un chef cuisinier étoilé autodidacte français originaire du Liban.

## Biographie
Né en janvier 1974 au Libéria, Alan Geaam fuit la guerre civile plusieurs années plus tard, à l'âge de 5 ans.
Alan Geaam grandit à Tripoli, au Liban, où la guerre civile sévit également. Il hérite de la passion de sa mère pour la cuisine, tandis que son père lui apprend les bases du commerce et de la gestion. Il s’intéresse à la cuisine française qu’il découvre au travers d’émissions de télé.
Il effectue son service militaire au Liban. À la suite de la découverte d’une cataracte sur son œil gauche, il se retrouve à un poste logistique en cuisine. Alan Geaam est alors muté aux cuisines des officiers.
En 1999, il arrive à Paris avec un visa de 7 jours, et 200 francs dans la poche. N'ayant pas d’endroit où dormir, Alan Geaam passe ses nuits sur le Champ de Mars durant presque une semaine avant de trouver du travail dans le bâtiment. Il peint, pose du carrelage, s’essaie à la maçonnerie et fait la plonge le soir chez un traiteur libanais. Le chef du restaurant se blesse et Alan Geaam prend alors son poste en main. Il obtient par la suite son premier poste de Chef, apprend le français en même temps que les techniques culinaires de base, et suit des cours de boxe anglaise.
En 2007, Alan Geaam devient Chef propriétaire de son premier restaurant, l'Auberge Nicolas Flamel. Le restaurant reçoit une étoile au Guide Michelin en 2022.
En 2015, le Chef ouvre un bistrot portant ses initiales, l’AG, au cœur des Halles de Paris, aujourd'hui fermé. 
En 2017, Alan Geaam reprend le restaurant d’Akrame Benallal, anciennement 2 étoiles au Guide Michelin, dans la rue Lauriston du 16e arrondissement de Paris. Un an plus tard, en 2018, il obtient sa première étoile au Guide Michelin pour ce restaurant ,. Il devient ainsi le deuxième et chef étoilé d'origine libanaise en France, après Clovis Khoury à Lyon.  
En 2020, il ouvre le bistrot Qasti dans le 3e arrondissement de Paris.
En 2021, il ouvre deux nouveaux établissements dans le 3e arrondissement de Paris : Sâj et Qasti Shawarma & Grill.
En mars 2022, il ouvre une épicerie fine libanaise, Le Doukane, et en octobre, il ouvre Faurn, une pizzeria libanaise spécialisée dans les man'ouché, qui aspire Sâj pour former un seul et même établissement. La même année, il développe le concept Qasti en dehors de Paris pour la première fois, en signant la carte du restaurant Qasti au sein de l'hôtel New Hotel of Marseille à Marseille, et celle du restaurant O'Beirut à Lausanne, rebaptisé Qasti en 2024.
Il publie également son premier livre Mon Liban, aux éditions Hachette Cuisine le 26 octobre 2022,. L'ouvrage, à mi-chemin entre l'autobiographie et le livre de recettes, présente son histoire, son univers et rassemble des recettes traditionnelles libanaises et des recettes gastronomiques servies dans son restaurant étoilé du 16e arrondissement.
Le 17 décembre 2022 les restaurants Aïnata et Base Kamp by Aïnata, dont la carte est co-signée par Alan Geaam, ouvrent au sein de l'hôtel de luxe Le K2 Altitude, à Courchevel.

## Établissements
- Auberge Nicolas Flamel
- Restaurant Alan Geaam — 1 étoile au Guide Michelin depuis 2018
- Bistrot Qasti
- Qasti Shawarma & Grill
- Le Doukane
- Faurn, pizzeria libanaise